# 30 scaune pătrate
30 scaune pătrate este un monument istoric aflat în municipiul Târgu Jiu. Face parte din Ansamblul monumental „Calea Eroilor” realizat de Constantin Brâncuși.
Aceste opere simbol semnate de Constantin Brâncuși au fost recunoscute oficial, la nivel mondial, pentru valoarea uriașă culturală. Ansamblul cuprinde sculpturile celebre ale artistului român: „Masa Tăcerii“, „30 de scaune pătrate“, „Poarta Sărutului“ și „Coloana Infinitului”.
Decizia de înscriere a Ansamblului Monumental „Calea Eroilor” și a Frontierelor Imperiului Roman-Dacia în Lista Patrimoniului Mondial UNESCO a fost aprobată de Comitetul Patrimoniului Mondial. Ansamblul cuprinde sculpturile celebre ale artistului român: „Masa Tăcerii“, „30 de scaune pătrate”, „Poarta Sărutului“ și „Coloana Infinitului“.

## Descriere
Aleea Scaunelor din Parcul Central a fost trasată în octombrie 1937, la indicațiile lui Constantin Brâncuși. Ea a fost amenajată cu câte cinci nișe pe fiecare latură (în fiecare fiind amplasate câte trei scaune). Cele 30 de scaune cu fața pătrată de pe alee au fost aduse la 1 august 1938 de la Atelierele Pietroasa din Deva, împreună cu cele rotunde din jurul Mesei Tăcerii.

## Vezi și
- Lista sculpturilor lui Constantin Brâncuși

## Imagini

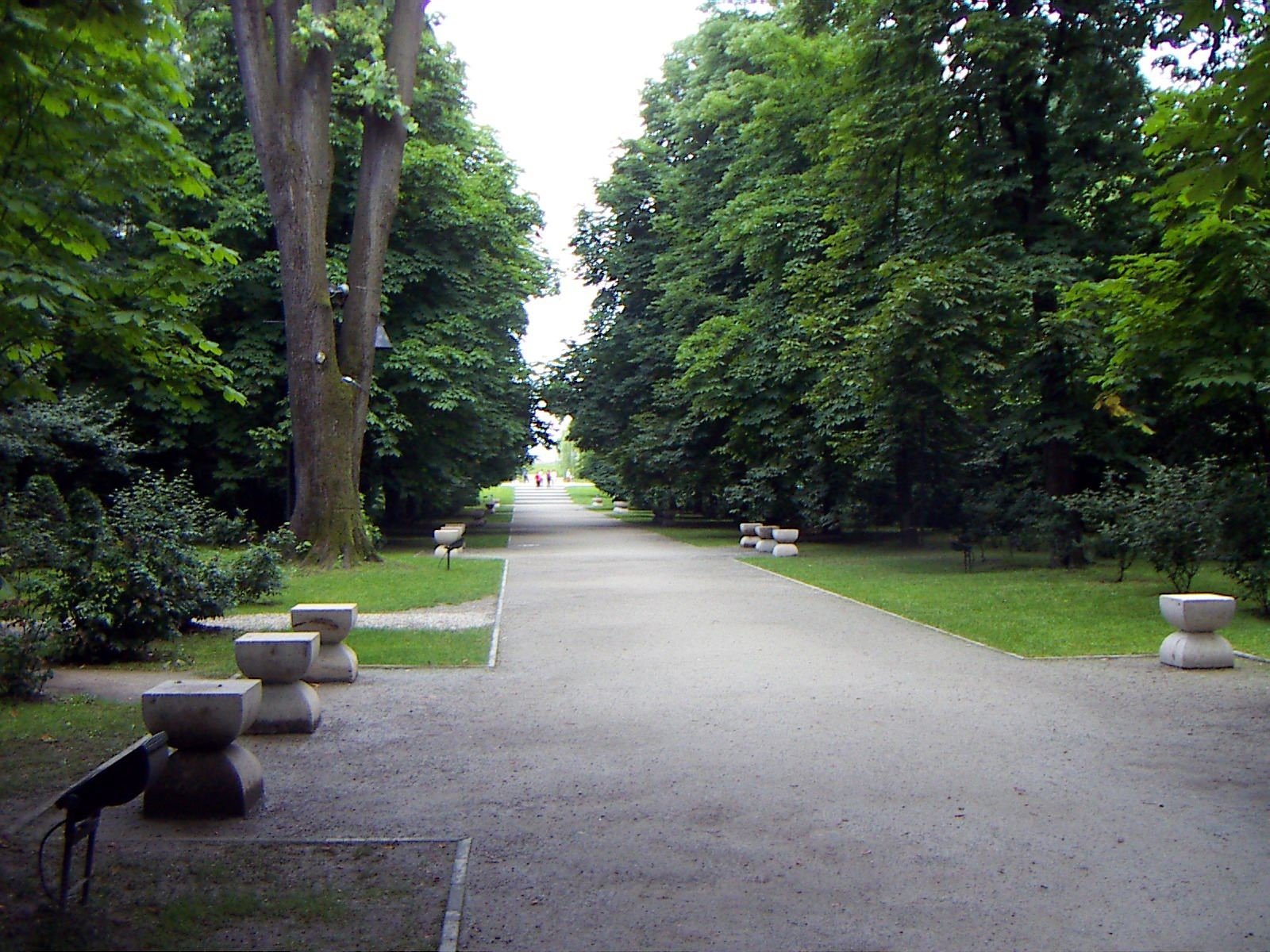
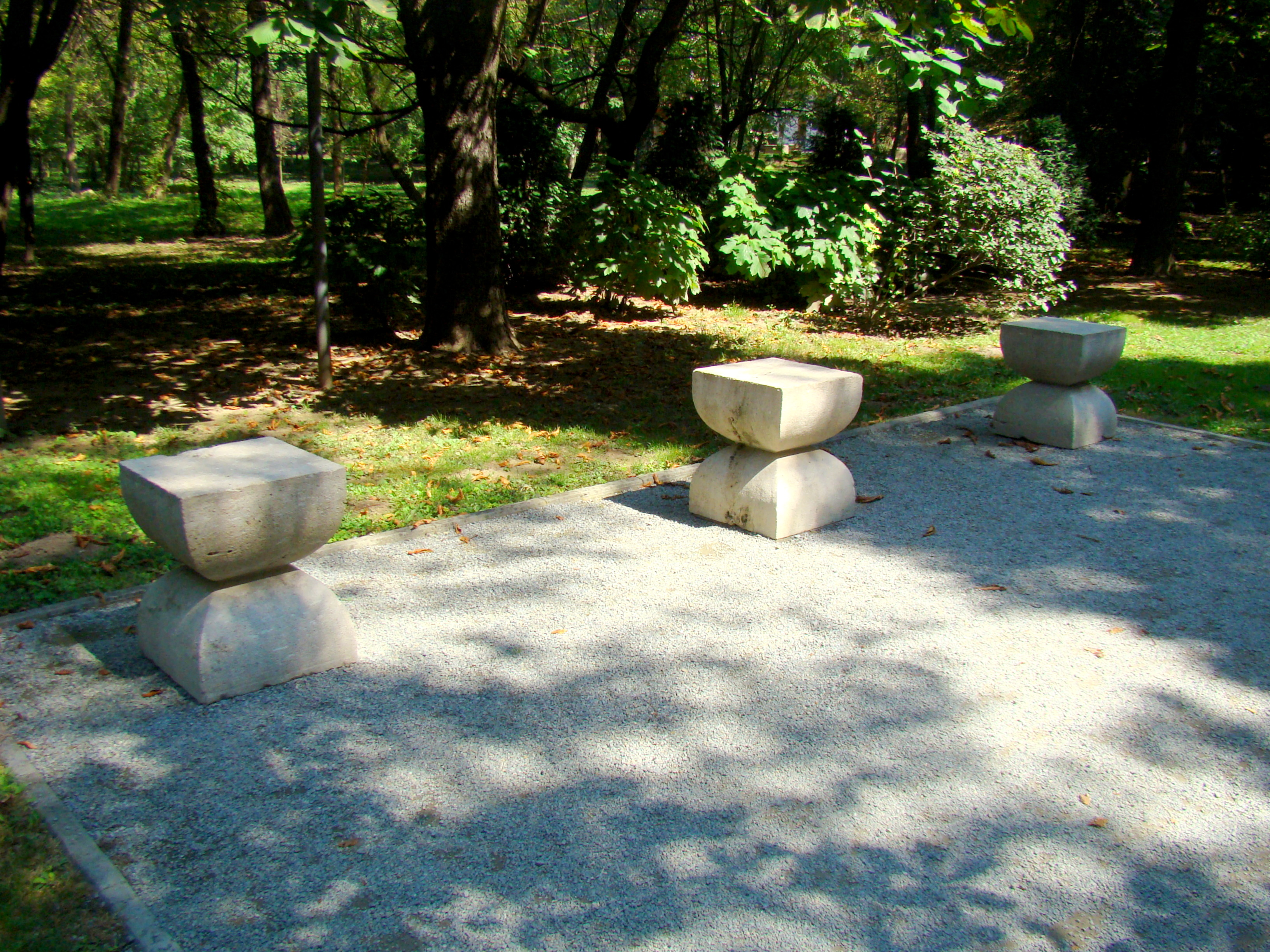
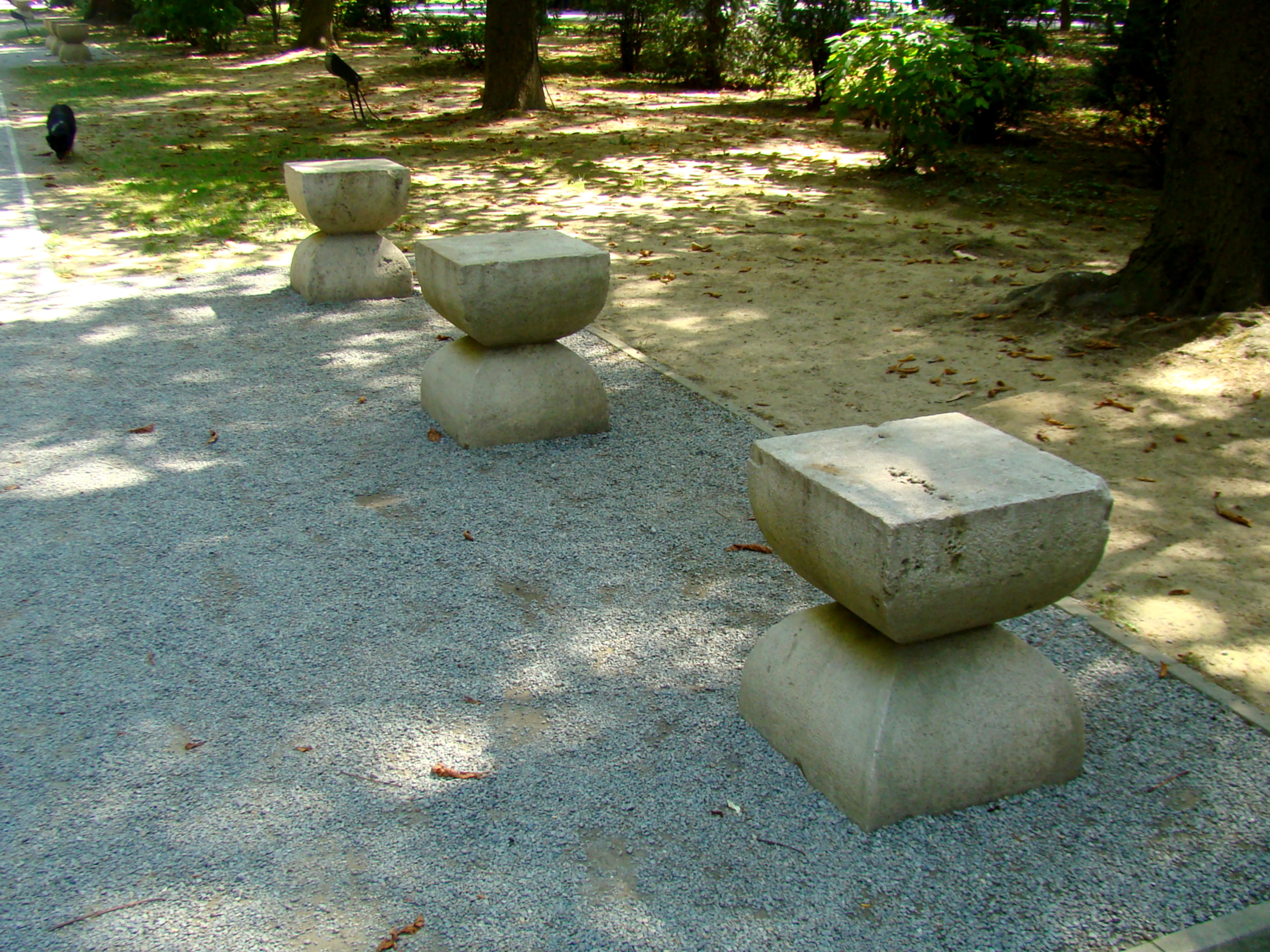
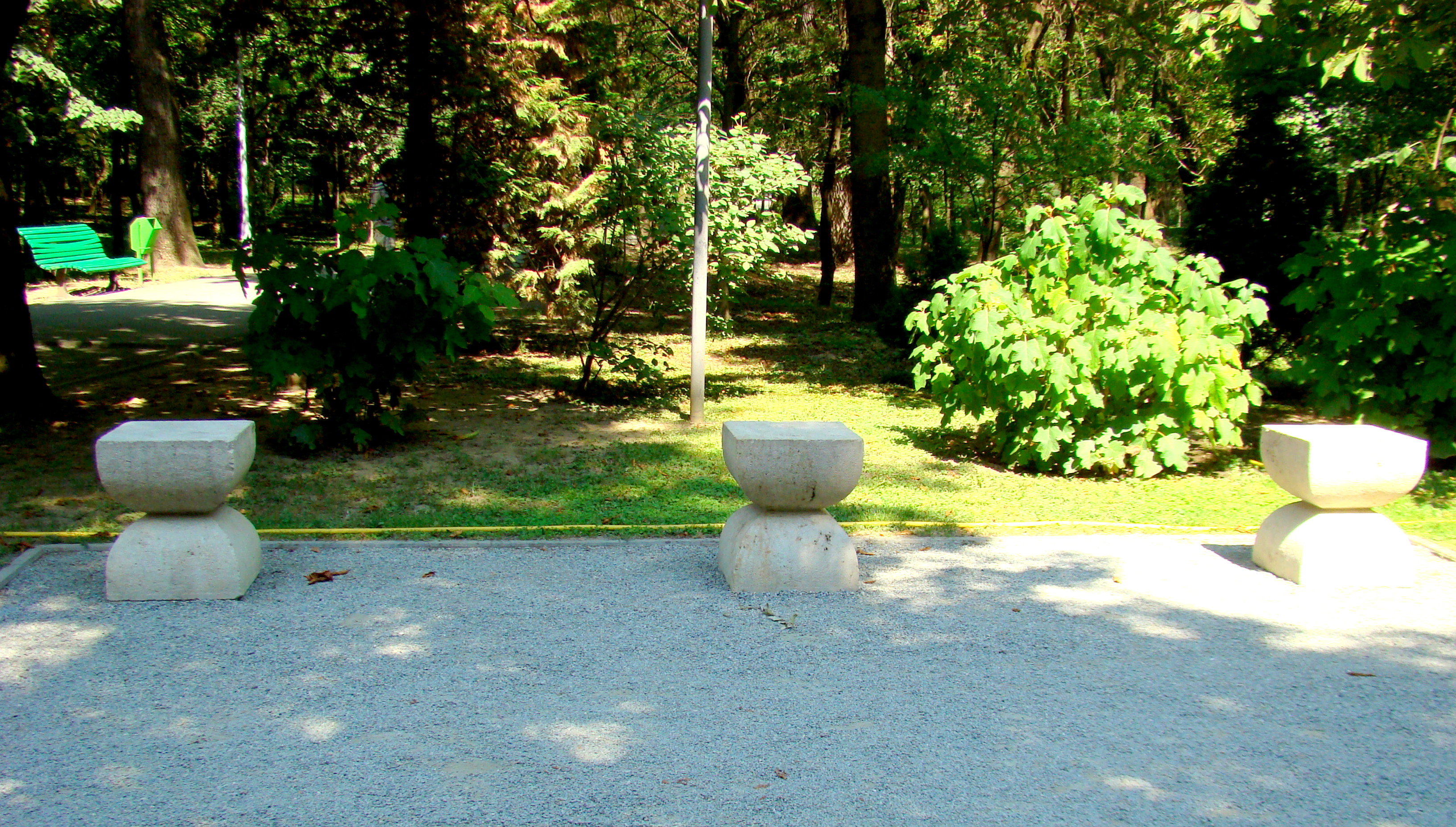
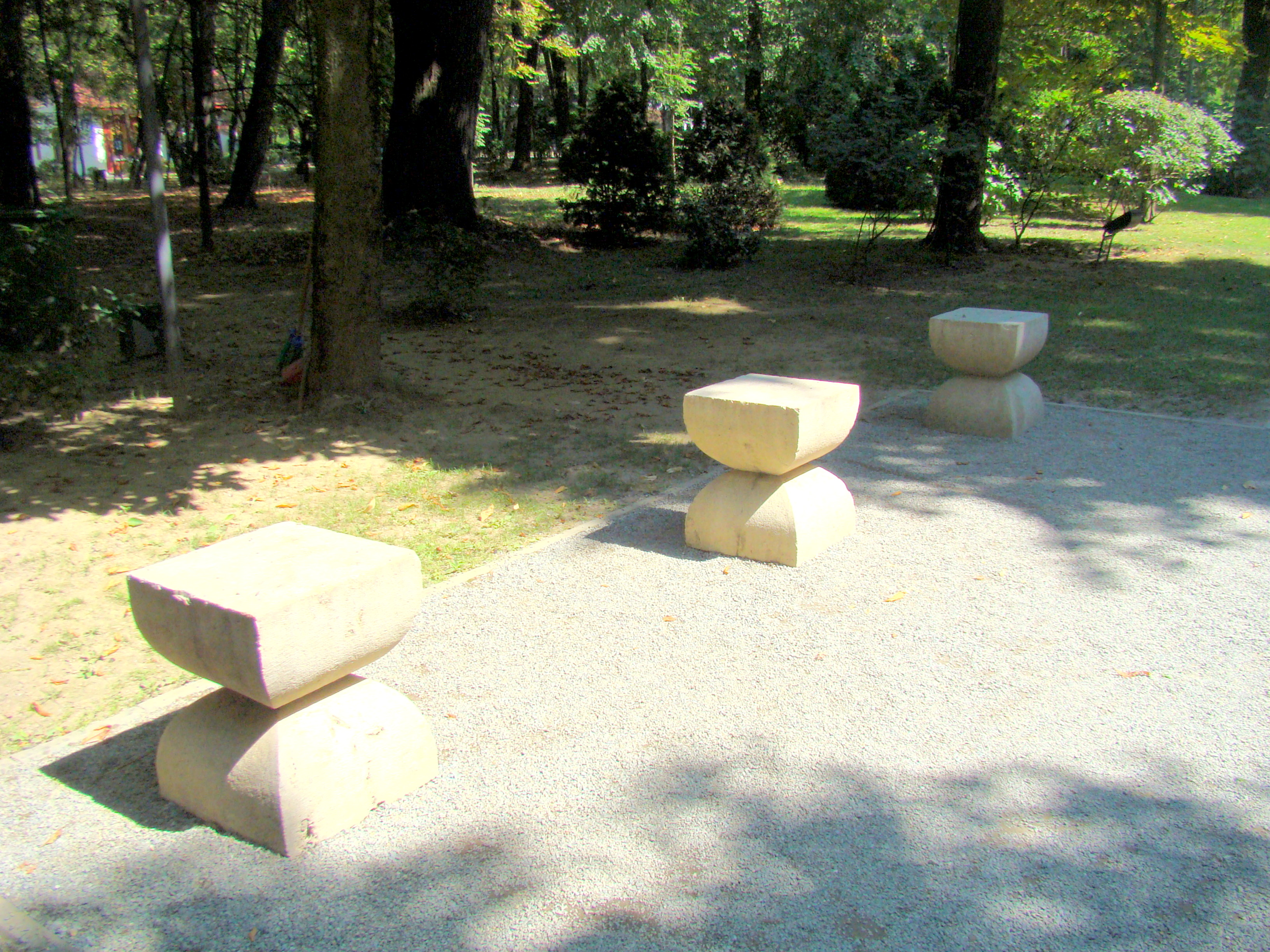
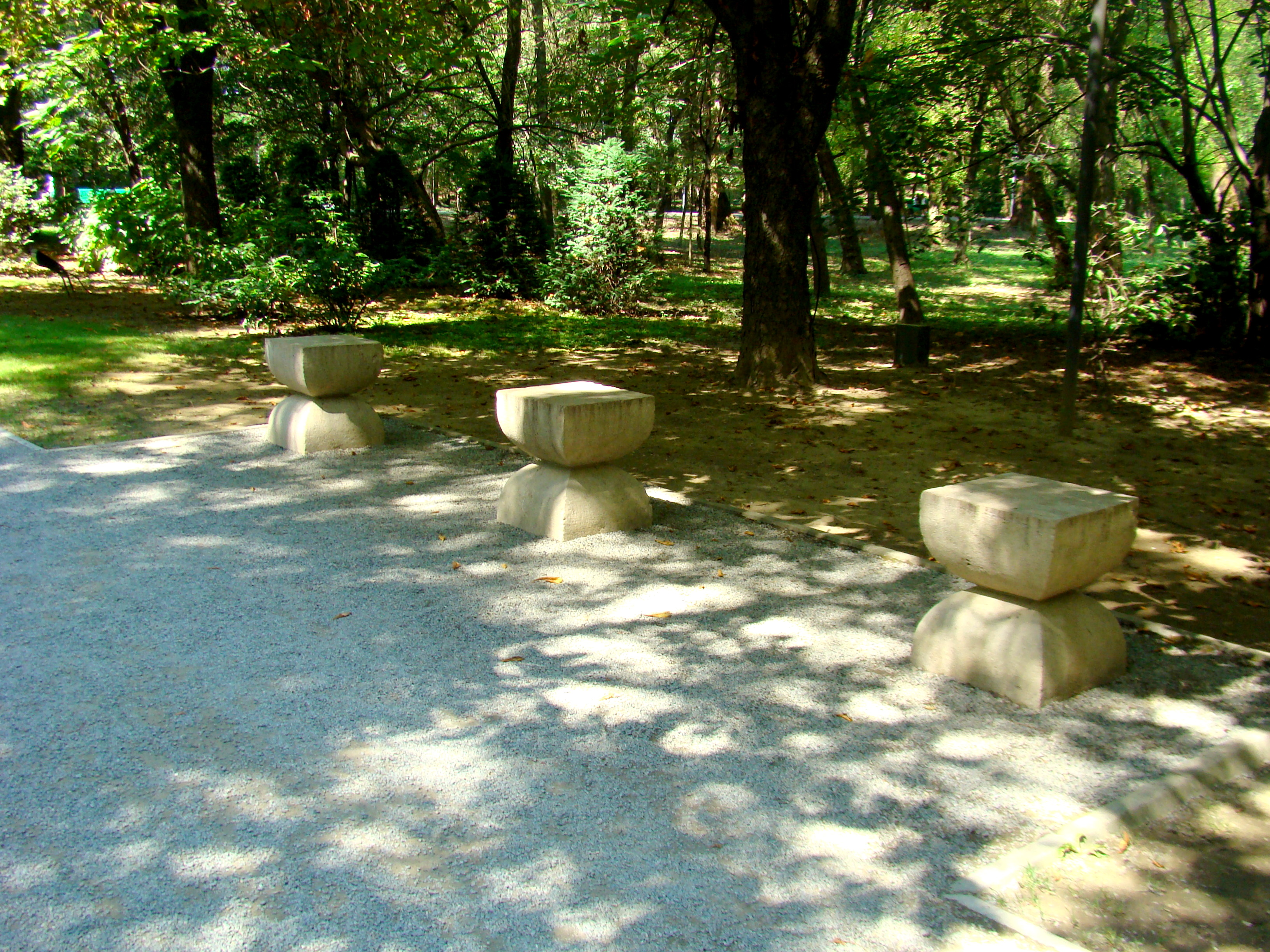